# 61
Glej tudi: število 61
61 (LXI) je bilo navadno leto, ki se je po julijanskem koledarju začelo na četrtek.

## Dogodki
- Neron postane rimski cesar.